# مختصات تالیراک

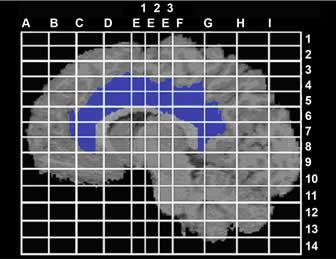
نمای ساژیتال از «ناحیهٔ سینگولیت» مغز که بر روی آن، مختصات تالیراک و نشانگرهای استانداردش انداخته شده است.

مختصات تالیراک (انگلیسی: Talairach coordinates) که با عنوانِ فضای تالیراک هم شناخته می‌شود، یک دستگاه مختصات سه‌بعدی (یا به عبارت ساده‌تر یک اطلس) از مغز انسان است که برای نگاشت مغزی و تعیین مکان ساختارهای گوناگون مغز، فارغ از اندازه و شکل کلی مغز در افراد گوناگون بکار می‌رود.
این دستگاه مختصات نخستین بار توسط جراح فرانسوی مغزواعصاب «ژان تالیراک» ابداع شد و همچنان از آن در تصویربرداری‌های عملکردی مغز برای تعیین محل دقیقِ نقاط فعال‌شده در مغز کاربرد دارد.
البته روش‌های دیگری همچون «دستگاه مختصات ام‌اِن‌آی» که توسط «بیمارستان و انیستیتوی بیماری‌های اعصاب مونترآل» ابداع شده، امروزه برای استریوتاکسی و روش‌های تشخیصی مشابه، جایگزین شده است.